# Doggyblog
 #doggyblog (Dog With a Blog) est une série télévisée américaine créée par Neal Israel et Shelley Jensen, diffusée du 12 octobre 2012 au 25 septembre 2015 sur Disney Channel.
En France, le 1er épisode a été diffusé en avant-première le 8 janvier 2013, le reste de la série à partir du 12 février 2013 sur Disney Channel France. Néanmoins, elle reste inédite dans les autres pays francophones.

## Synopsis
Les parents Ellen Jennings (la mère d'Avery) et Bennett James (le père de Tyler et Chloé) ne sont mariés que depuis un an et demi , leurs enfants Tyler et Avery peinent à s'entendre dans leur nouvelle famille recomposée, leur père décide donc d'adopter un chien dans l'espoir de les rapprocher. Petit problème pour Ellen qui n'aime pas les animaux. Cela fonctionne pour les enfants grâce notamment au secret de Stan le chien, que les trois enfants vont devoir protéger précieusement : Stan sait parler ! Mais ce que Tyler, Avery et Chloé ignorent, c'est que Stan tient aussi un blog où il raconte son quotidien dans sa nouvelle famille !

## Fiche technique
- Titre original : Dog With a Blog
- Titre français : #doggyblog
- Création : Neal Israel et Shelley Jensen
- Société de diffusion : Disney Channel
- Pays :  États-Unis
- Langue : anglais
- Genre : Sitcom
- Durée : 21 minutes
- Dates de première diffusion :  États-Unis : 12 octobre 2012 ;  France : 8 janvier 2013 ;  Canada : 1er septembre 2015

## Distribution

### Acteurs principaux
- Genevieve Hannelius (VFB : Laetitia Liénart) : Avery Jennings
- Blake Michael (VFB : Alexandre Crépet) : Tyler James
- Francesca Capaldi (VFB : Valentine Schelck) : Chloé Allan James
- Stephen Full (en) (VFB : Pierre Lognay) : Voix de Stan (joué par Kuma et Mick)
- Regan Burns (VFB : Franck Dacquin) : Bennett James
- Beth Littleford (VFB : Colette Sodoyez) : Ellen Jennings James

### Acteurs secondaires
- Kayla Maisonet : Lindsay
- Danielle Soibelman : Max
- Peyton Meyer : Wes Manning
- Denyse Tontz : Nikki Ortiz
- L.J. Benet : Karl Fink
- Griffin Kunitz : Mason
- Kathryn Newton : Emily Adams
- Brighid Fleming : Heather
- Teala Dunn : Dab
- Jeff Doucette : Phil Trummer
- Adam Kulbersh : Ian Calloway
- Ella Anderson : Darcy Stewart
- Kaylee Bryant : Maddie
- Larry Joe Campbell : Hawk

### Invités
- Leigh-Allyn Baker : Cherri Pickford, la dresseuse de chien (Saison 2, épisode 14)
- Charles Shaughnessy : Tom Fairbanks (Saison 2, épisode 21)
- Mary Pat Gleason : Carol (Saison 2, épisode 21)
- Michael Kagan : Emerson (Saison 2, épisode 21)

## Version française
- - Société de doublage : Dubbing Brothers Belgique [1]
  - Direction artistique : Laurent Vernin[1]
  - Adaptation des dialogues : Nadine Delanoë[1]

Source V. F. : Doublage Séries Database

## Épisodes
| Saison | Saison | Épisodes | États-Unis        | États-Unis        | France          | France           |
| Saison | Saison | Épisodes | Début             | Fin               | Début           | Fin              |
| ------ | ------ | -------- | ----------------- | ----------------- | --------------- | ---------------- |
|        | 1      | 22       | 12 octobre 2012   | 25 août 2013      | 7 janvier 2013  | 4 novembre 2013  |
|        | 2      | 24       | 20 septembre 2013 | 22 août 2014      | 13 janvier 2014 | 10 novembre 2014 |
|        | 3      | 22       | 19 septembre 2014 | 15 septembre 2015 | 24 janvier 2015 | 5 décembre 2015  |

### Première saison (2012-2013)
Composée de 22 épisodes, elle a été diffusée aux États-Unis du 12 octobre 2012 au 25 août 2013 sur Disney Channel.
| №  | #  | Titre Français                         | Titre Original               | Diffusions française | Diffusions originale | Code prod. |
| -- | -- | -------------------------------------- | ---------------------------- | -------------------- | -------------------- | ---------- |
| 1  | 1  | Stan à la maison                       | Stan of the House            | 7 janvier 2013       | 12 octobre 2012      | 101        |
| 2  | 2  | Tous pour un                           | The Fast and the Furries     | 14 janvier 2013      | 19 octobre 2012      | 102        |
| 3  | 3  | La mascotte                            | Dog With a Hog               | 21 janvier 2013      | 26 octobre 2012      | 103        |
| 4  | 4  | Complice                               | Wingstan                     | 28 janvier 2013      | 2 novembre 2012      | 106        |
| 5  | 5  | Ami virtuel                            | World of Woofcraft           | 4 février 2013       | 10 novembre 2012     | 108        |
| 6  | 6  | Premier Noël                           | Bark! The Herald Angels Sing | 3 décembre 2013      | 14 décembre 2012     | 104        |
| 7  | 7  | Le perroquet                           | The Parrot Trap              | 18 février 2013      | 11 janvier 2013      | 109        |
| 8  | 8  | Le concours de maths                   | The Bone Identity            | 18 mars 2013         | 26 février 2013      | 105        |
| 9  | 9  | Le silence de Stan                     | Stan Stops Talking           | 8 avril 2013         | 1er mars 2013        | 115        |
| 10 | 10 | Où est Chloé ?                         | Dog Loses Girl               | 6 mai 2013           | 15 mars 2013         | 107        |
| 11 | 11 | Halte-là ! Qui va là ?                 | Stan-ing Guard               | 27 mai 2013          | 29 mars 2013         | 110        |
| 12 | 12 | Avery réalisatrice                     | Freaky Fido                  | 3 juin 2013          | 5 avril 2013         | 111        |
| 13 | 13 | Cabane, Cheerleaders et poissons frais | Guess Who's a Cheerleader    | 10 juin 2013         | 19 avril 2013        | 112        |
| 14 | 14 | L'art et la manière                    | Crimes of the Art            | 17 juin 2013         | 26 avril 2013        | 118        |
| 15 | 15 | Premier amour                          | Avery's First Crush          | 28 août 2013         | 10 mai 2013          | 113        |
| 16 | 16 | Le camion-restaurant                   | The Truck Stops Here         | 2 septembre 2013     | 7 juin 2013          | 113        |
| 17 | 17 | La séparation                          | Avery's First Breakup        | 16 septembre 2013    | 14 juin 2013         | 122        |
| 18 | 18 | Un bébé                                | A New Baby?                  | 28 septembre 2013    | 5 juillet 2013       | 116        |
| 19 | 19 | Stan parle à grand-mère                | Stan Talks to Gran           | 12 octobre 2013      | 12 juillet 2013      | 119        |
| 20 | 20 | Infraction aux règles                  | Avery's Wild                 | 21 octobre 2013      | 19 juillet 2003      | 121        |
| 21 | 21 | Le shérif du web                       | My Parents Posted What?!     | 28 octobre 2013      | 16 août 2013         | 120        |
| 22 | 22 | L'ancien maître de Stan                | Stan's Old Owner             | 4 novembre 2013      | 25 août 2013         | 117        |

### Deuxième saison (2013-2014)
Le 4 février 2013, la série a été renouvelée pour une deuxième saison1. Composée de 20 épisodes, elle a été diffusée aux États-Unis à partir du 20 septembre 2009 sur Disney Channel.
| №  | #  | Titre Français              | Titre Original                               | Diffusions française | Diffusions originale | Code prod. |
| -- | -- | --------------------------- | -------------------------------------------- | -------------------- | -------------------- | ---------- |
| 23 | 1  | La rentrée                  | Too Short                                    | 13 janvier 2014      | 20 septembre 2013    | 201        |
| 24 | 2  | Avery se rebelle            | Good Girl Gone Bad                           | 20 janvier 2014      | 27 septembre 2013    | 202        |
| 25 | 3  | Il faut sauver Halloween    | Howloween                                    | 27 janvier 2014      | 4 octobre 2013       | 203        |
| 26 | 4  | La marque de Stan           | Stan Makes His Mark                          | 10 février 2014      | 11 octobre 2013      | 204        |
| 27 | 5  | Tyler trouve l'âme sœur     | Tyler Gets a Grillfriend                     | 17 février 2014      | 18 octobre 2013      | 205        |
| 28 | 6  | Tu parles, Karl !           | Don't Karl Us, We'll Karl you                | 24 février 2014      | 22 novembre 2013     | 206        |
| 29 | 7  | Imprévus de Noël            | Twas the Fight Before Christmas              | 15 décembre 2014     | 6 décembre 2013      | 207        |
| 30 | 8  | Le cours d'espagnol         | Lost in Stanslation                          | 26 mars 2014         | 10 janvier 2014      | 208        |
| 31 | 9  | Malentendu                  | Avery B. Jealous                             | 14 avril 2014        | 24 janvier 2014      | 209        |
| 32 | 10 | L'âme soeur                 | Love Ty-Angle                                | 21 avril 2014        | 14 février 2014      | 211        |
| 33 | 11 | Première dispute            | Stan Runs Away                               | 28 avril 2014        | 21 février 2014      | 213        |
| 34 | 12 | Nikki me manque             | I Want My Nikki Back, Nikki Back, Nikki Back | 5 mai 2014           | 14 mars 2014         | 212        |
| 35 | 13 | La leçon de danse           | Avery-body Dance Now                         | 12 mai 2014          | 21 mars 2014         | 215        |
| 36 | 14 | Stan est jaloux             | The Green-Eyed Monster                       | 19 mai 2014          | 11 avril 2014        | 218        |
| 37 | 15 | Qui dresse qui              | Who's Training Who?                          | 16 juin 2014         | 18 avril 2014        | 210        |
| 38 | 16 | Séparation                  | Love, Loss and a Beanbag Toss                | 23 juin 2014         | 25 avril 2014        | 219        |
| 39 | 17 | Mariage et remariage        | How I Met Your Brother...and Sister          | 25 août 2014         | 2 mai 2014           | 217        |
| 40 | 18 | Sauver le camion            | Will Sing for Food Truck                     | 1er septembre 2014   | 27 juin 2014         | 216        |
| 41 | 19 | Visite au musée             | Stuck in the Mini with You                   | 8 septembre 2014     | 11 juillet 2014      | 214        |
| 42 | 20 | La grande parade des fleurs | Pod People from Pasadena                     | 22 septembre 2014    | 25 juillet 2014      | 220        |
| 43 | 21 | Stan, chien mannequin       | The Mutt and the Mogul                       | 29 septembre 2014    | 8 août 2014          | 221        |
| 44 | 22 | Stan va à l'école           | Stan Gets Schooled                           | 6 octobre 2014       | 15 août 2014         | 223        |
| 45 | 23 | Karl la menace              | Karl Finds Out Stan's Secret                 | 20 octobre 2014      | 16 août 2014         | 222        |
| 46 | 24 | Le blog de Stan             | The Kids Find Out Stan Blogs                 | 10 novembre 2014     | 22 août 2014         | 224        |

### Troisième saison (2014-2015)
Le 4 février 2014, une troisième saison a été annoncée.
| №  | #  | Titre français                    | Titre original                   | Diffusion française | Diffusion originale | Code prod. |
| -- | -- | --------------------------------- | -------------------------------- | ------------------- | ------------------- | ---------- |
| 47 | 1  | Rentrée difficile                 | Guess Who Gets Expelled?         | 28 janvier 2015     | 19 septembre 2014   | 301        |
| 48 | 2  | Halloween 2 : frayeurs à domicile | Howloween 2: The Final Reckoning | 31 octobre 2015     | 2 octobre 2014      | 302        |
| 49 | 3  | Avery professeur                  | Avery Schools Tyler              | 4 février 2015      | 10 octobre 2014     | 303        |
| 50 | 4  | Stan et Princesse                 | Stan Falls in Love               | 11 février 2015     | 17 octobre 2014     | 304        |
| 51 | 5  | Avery et la mode                  | Avery VS Teacher                 | 18 février 2015     | 21 novembre 2014    | 305        |
| 52 | 6  | Un Noël sans cadeaux              | Stan Steals Christmas            | 5 décembre 2015     | 19 décembre 2014    | 306        |
| 53 | 7  | A chacun son style                | Avery Makes Over Max             | 23 mars 2015        | 2 janvier 2015      | 307        |
| 54 | 8  | Un nouveau petit ami              | Avery Dreams of Kissing Karl     | 25 avril 2015       | 16 janvier 2015     | 308        |
| 55 | 9  | Le défilé de mode                 | Dog on a Catwalk                 | 2 mai 2015          | 6 février 2015      | 309        |
| 56 | 10 | Un vilain défaut                  | Guess Who's a Cheater?           | 9 mai 2015          | 27 mars 2015        | 310        |
| 57 | 11 | Le meilleur ami de Stan           | Stan's New BFF                   | 16 mai 2015         | 2 avril 2015        | 311        |
| 58 | 12 | Stan parle en dormant             | Stan Sleep Talks                 | 3 juin 2015         | 9 avril 2015        | 313        |
| 59 | 13 | Le mariage de Stan                | Stan Gets Married                | 24 juin 2015        | 17 avril 2015       | 312        |
| 60 | 14 | Qui sera président ?              | Guess Who Becomes President?     | 3 août 2015         | 24 avril 2015       | 314        |
| 61 | 15 | Stan a des chiot                  | Stan Has Puppies                 | 3 septembre 2015    | 15 mai 2015         | 315        |
| 61 | 15 | Stan a des chiot                  | Stan Has Puppies                 | 3 septembre 2015    | 15 mai 2015         | 316        |
| 62 | 16 | La dispute                        | You're Not My Sister Anymore     | 7 septembre 2015    | 12 juin 2015        | 317        |
| 63 | 17 | Les chiots parlent                | The Puppies Talk                 | 14 septembre 2015   | 30 juin 2015        | 318        |
| 64 | 18 | L'affaire de la robe saccagée     | Guess Who's Dating Karl          | 21 septembre 2015   | 30 juillet 2015     | 320        |
| 65 | 19 | Karl a une petite amie            | Murder of the Ornamental Dress   | 26 septembre 2015   | 6 août 2015         | 319        |
| 66 | 20 | Stan veut garder Princesse        | Stan Rescues His Princess        | 3 octobre 2015      | 13 août 2015        | 321        |
| 67 | 21 | Dans la peau d'un chat            | Cat With a Blog                  | 10 octobre 2015     | 14 août 2015        | 322        |
| 68 | 22 | Avery apprend à conduire          | Avery Starts Driving             | 17 octobre 2015     | 21 août 2015        | 323        |
| 69 | 23 | Le secret est découvert           | Stan's Secret Is Out             | 24 octobre 2015     | 21 août 2015        | 324        |